# Горные Юраши
Горные Юраши — деревня в Граховском районе Удмуртии, входит в состав Лолошур-Возжинского сельского поселения.

## География
Деревня находится на берегу реки Юрашка, на расстоянии 17 км к юго-западу от Грахово, административного центра района.

### Часовой пояс
Деревня Горные Юраши, как и вся Удмуртская Республика, находится в часовой зоне МСК+1. Смещение применяемого времени относительно UTC составляет +4:00.

## Население
| 2010 | 2012 |
| ---- | ---- |
| 25   | ↗27  |

## Улицы
В деревне имеется одна улица — Горновская.